# Karmeljuk
Karmeljuk (Кармелюк) è un film del 1938 diretto da Georgij Nikolaevič Tasin.